# Buddismo in Malaysia

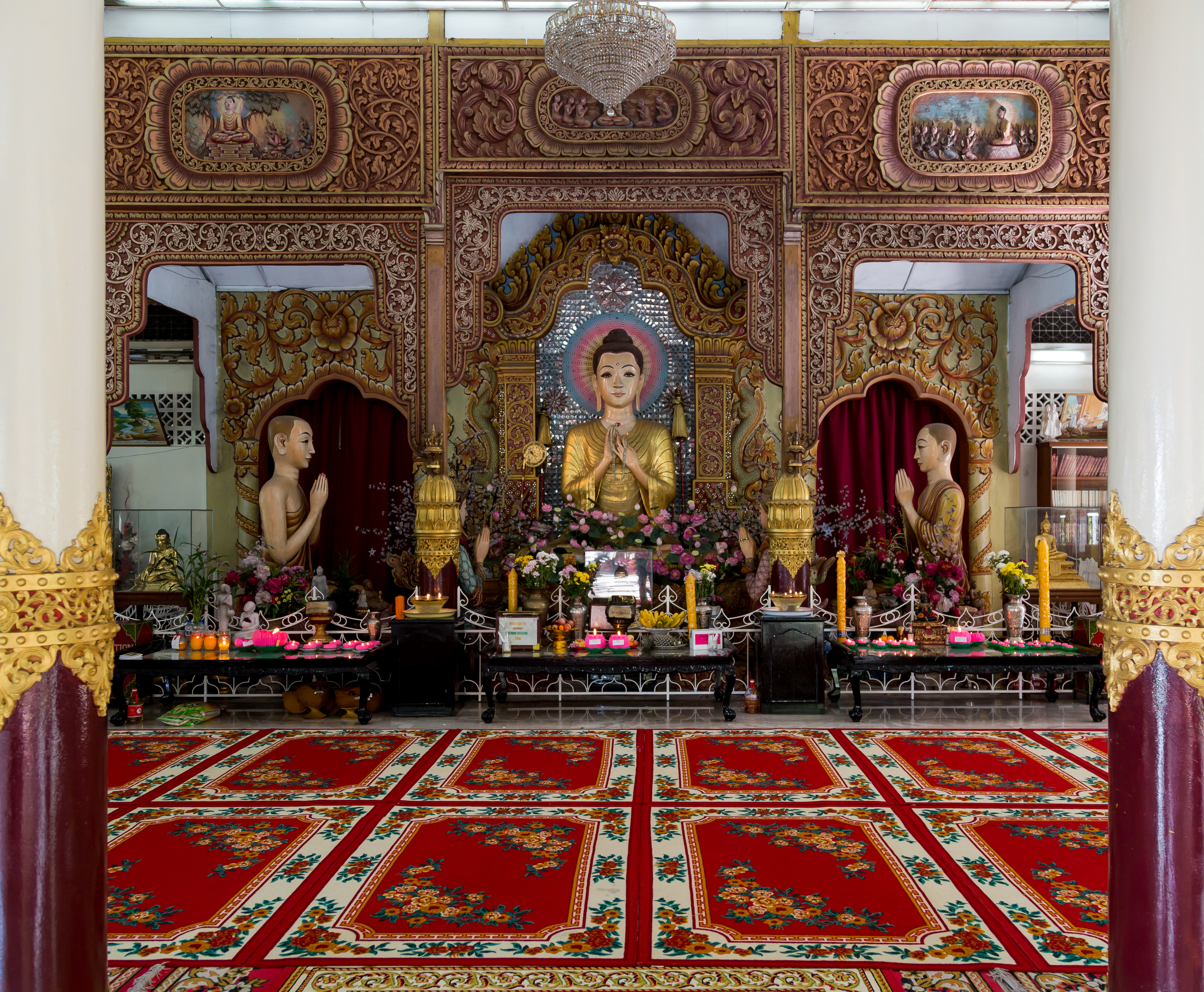
Penang, Malaysia: tempio buddhista burmese Dhammikarama

Il buddismo in Malaysia è la seconda religione per numero di praticanti dopo l'Islam, con il 19,2% della popolazione che afferma di professarla, secondo certe stime, anche se questa cifra arriva a salire al 21,6% se viene combinata con la religione tradizionale cinese. Il buddismo malese è principalmente praticato dall'etnia Han dei Cino-malesi, ma vi sono anche un buon numero di emigrati dallo Sri Lanka che seguono la fede buddhista, come l'uomo d'affari e filantropo Ananda Krishnan ed il monaco e studioso K. Sri Dhammananda.

## Storia
Il buddismo è stato introdotto nell'arcipelago malese e tra i malesi già nel 200 a.C. Fonti cinesi scritte indicano che all'incirca una trentina di piccoli stati fortemente influenzati dalla cultura dell'India si succedettero l'uno con l'altro nella penisola malese; tutto ebbe inizio quando i commercianti indiani, accompagnati dai loro sacerdoti, viaggiarono lungo le rotte marittime che conducevano verso il sudest asiatico e portando con loro i concetti indiani di religione, il governo e le arti.
Per molti secoli i popoli della regione, in particolare le corti reali, sintetizzarono le idee indiane con quelle indigene, tra cui l'induismo e il buddismo Mahāyāna i quali dettero orma ai loro modelli politici e culturali; tuttavia il regno di Kedah denunciò le religioni indiane dopo che il sovrano dei Chola partendo dal Tamil Nadu l'attaccò nei primi anni dell'XI secolo. Il re Kedah Phra Ong Mahawangsa fu il primo sovrano malese a rifiutare e combattere le tradizioni religiose indiane e a convertirsi all'Islam; in seguito, nel corso del XV secolo, durante l'età aurea del sultanato di Malacca, la maggior parte dei malesi divennero musulmani.

## Status attuale
Secondo la costituzione malese, il gruppo etnico di maggioranza costituito dai malesi, viene legalmente definito come musulmano. Essi costituiscono attorno al 60% della popolazione, mentre il resto consiste principalmente di cinesi, che sono generalmente buddhisti o cristiani, e di una significativa minoranza di indiani, che sono generalmente indù. Ci sono anche un piccolo numero di altri immigrati e autoctoni; tra questi ultimi singalesi e i thailandesi di origine multirazziale eurasiatica. Quasi tutti i buddisti in Malesia vivono nelle aree urbane, dal momento che sono per lo più impegnati in attività commerciali o impiegati in varie professioni del settore civile.
Recentemente, un certo numero di leader buddisti malesi hanno risposto al declino della partecipazione religiosa da parte dei figli di famiglie buddiste, tentando di riformulare il loro messaggio per affrontare la vita moderna in modo più diretto. Gruppi coinvolti in questo sforzo di formazione includono la "Società Missionaria buddista"; i suoi dirigenti hanno sostenuto che, mentre molti giovani istruiti cercano un approccio intellettuale al Buddismo, un altrettanto elevato numero di persone preferisce avvicinarsi alla religione attraverso la tradizione della cerimonia e del simbolismo. In risposta a queste esigenze, le pratiche religiose sono svolte in un modo che è semplice e dignitoso, con la rimozione di ciò che può essere visto come superstizione. Gli sforzi sono fatti per spiegare il perché i sutra vengono cantati, le lampade accese, i fiori offerti, e così via.
Nella sua qualità di religione senza un capo supremo col compito di dirigerne il suo sviluppo, il buddismo è praticato in varie forme che, anche se assai raramente in aperto conflitto, a volte può portare a confusione tra gli stessi buddisti. In Malesia, alcuni movimenti ecumenici sono stati creati per coordinare le attività dei diversi tipi di buddisti. Un esempio è la formulazione delle celebrazioni di Vesak (festività che commemora la nascita di Gautama Buddha) in un comitato misto coordinato tra i templi di Kuala Lumpur e di Selangor. Un'altra iniziativa è quella che ha dato l'avvio alla formazione di un Consiglio buddista malese, in rappresentanza delle varie sette del buddismo presenti nel paese, con l'intento di estendere il lavoro di sviluppo del buddismo, soprattutto nel dare rilevanza contemporanea alla pratica della religione, nonché a promuovere la solidarietà tra i fedeli buddhisti in generale.
Nel 2013, il video di un gruppo di praticanti buddhisti provenienti da Singapore che mostrava lo svolgimento di varie cerimonie religiose in un Surau (edificio per le assemblee islamiche) era diventato uno tra i più cliccati su Facebook. La polizia malese ha arrestato uno dei proprietario del resort, dopo che questi aveva permesso a 13 buddisti di usare una sala di preghiera musulmana per la loro meditazione a Kota Tinggi, nello Johor. L'incidente è stato un appiglio per i musulmani d'intraprendere tutta una serie di rimostranze. Inoltre è diventato un tema caldo nei social media. In seguito la controversa sala di preghiera è stata fatta demolire dalla direzione dopo molte proteste da parte degli abitanti di Kota Tinggi. A quel tempo, Syed Ahmad Salim, il proprietario del resort ha spiegato di aver permesso al gruppo di buddisti di utilizzare il Surau per una sessione di meditazione non sapendo che ciò fosse un reato o un'offesa nei confronti dei musulmani.

## Distribuzione
Secondo il Censimento del 2010 5.620.483 persone corrispondenti al 19,8% della popolazione si considerano buddisti. La maggior parte sono cino-malesi che seguono una combinazione di Buddismo, Taoismo, Confucianesimo e di culto degli antenati ma che, quando viene loro richiesto di specificare la propria religione, si autoidentificano come buddisti, l'83,6% di tutto il gruppo cino-malese.

### Per sesso e gruppo etnico
| Genere  | Totale della popolazione buddhista (Censimento 2010) | Cittadini buddhisti malesi | Cittadini buddhisti malesi | Cittadini buddhisti malesi | Cittadini buddhisti malesi | Cittadini buddhisti malesi | Cittadini buddhisti non malesi |
| Genere  | Totale della popolazione buddhista (Censimento 2010) | Buddhisti Bumiputra        | Buddhisti Bumiputra        | Buddhisti non-Bumiputera   | Buddhisti non-Bumiputera   | Buddhisti non-Bumiputera   | Cittadini buddhisti non malesi |
| Genere  | Totale della popolazione buddhista (Censimento 2010) | Buddhisti Malay            | Altri buddhisti Bumiputra  | Buddhisti cinesi           | Buddhisti indiani          | Altri buddhisti            | Cittadini buddhisti non malesi |
| ------- | ---------------------------------------------------- | -------------------------- | -------------------------- | -------------------------- | -------------------------- | -------------------------- | ------------------------------ |
| Totale  | 5,620,483                                            | 0                          | 33,663                     | 5,341,687                  | 32,441                     | 51,274                     | 161,418                        |
| Maschi  | 2,903,709                                            | 0                          | 16,611                     | 2,759,151                  | 16,888                     | 25,429                     | 91,630                         |
| Femmine | 2,716,774                                            | 0                          | 17,052                     | 2,588,536                  | 15,553                     | 25,845                     | 69,788                         |

### Per stato
| State              | Totale della popolazione buddhista (Censimento 2010) | % della popolazione per stato |
| ------------------ | ---------------------------------------------------- | ----------------------------- |
| Johor              | 989,316                                              | 29.5%                         |
| Kedah              | 275,632                                              | 14.2%                         |
| Kelantan           | 57,792                                               | 3.8%                          |
| Malacca            | 198,669                                              | 24.2%                         |
| Negeri Sembilan    | 216,325                                              | 21.2%                         |
| Pahang             | 215,815                                              | 14.4%                         |
| Penang             | 556,293                                              | 35.6%                         |
| Perak              | 597,870                                              | 25.4%                         |
| Perlis             | 22,980                                               | 9.9%                          |
| Selangor           | 1,330,989                                            | 24.4%                         |
| Terengganu         | 25,653                                               | 2.5%                          |
| Sarawak            | 332,883                                              | 13.5%                         |
| Sabah              | 194,428                                              | 6.1%                          |
| F. T. Kuala Lumpur | 597,770                                              | 35.7%                         |
| F. T. Labuan       | 7,795                                                | 9.0%                          |
| F. T. Putrajaya    | 273                                                  | 0.4%                          |